# Dyskografia Magdaleny Tul
Dyskografia polskiej piosenkarki Magdaleny Tul składa się z trzech albumów studyjnych, jednego minialbumu, dziewiętnastu singli, dwóch DVD oraz sześciu teledysków.
13 sierpnia 2007 wydała debiutancki album studyjny, zatytułowany V.O.H. – The Victory of Heart, który ukazał się nakładem wytwórni Loud Tally RCDS. Płytę wydała pod pseudonimem Lady Tullo. Materiał promowała trzema singlami: debiutanckim „Full of Life” (2004), „Find the Music” (2006) i „Tryin’” (2007). W międzyczasie wydała singiel „Idź swoją drogą” (2005), który nie znalazł się na albumie. Do singla wydała oficjalny teledysk.
W listopadzie 2013 wydała cyfrowo minialbum pt. The Beginning, którym zwiastowała drugi album studyjny. EPkę promowała singlem „I Am Who I Am”. Drugą płytę studyjną pt. Brave wydała 6 czerwca 2014, tym razem nakładem wytwórni Polskie Nagrania „Muza”. Pierwszy singiel z płyty, „Jestem”, ukazał się na rynku również w dwóch wersjach anglojęzycznych – „Present” i „First Class Ticket to Heaven”. Druga wersja znalazła się na kompilacji pt. Esotiq presents Poland... Why Not z 2011. Do singli „Jestem” i „I Am Who I Am” zrealizowała oficjalne teledyski.
Trzeci album studyjny pt. Mindfulness, wydała cyfrowo 3 czerwca 2019. Płytę promowała czterema singlami, a do dwóch – „Va Banque” i „Move Forward” – zrealizowana oficjalne teledyski.

## Albumy

### Albumy studyjne
| Rok  | Dane dot. albumu                                                                                   |
| ---- | -------------------------------------------------------------------------------------------------- |
| 2007 | V.O.H. – The Victory of Heart - Wydany: 13 sierpnia 2007 - Wytwórnia: Loud Tally RCDS - Format: CD |
| 2014 | Brave - Wydany: 6 czerwca 2014 - Wytwórnia: Polskie Nagrania Muza - Format: CD, digital download   |
| 2019 | Mindfulness - Wydany: 3 czerwca 2019 - Format: digital download                                    |

### EP
| Rok  | Dane dot. albumu                                                     |
| ---- | -------------------------------------------------------------------- |
| 2013 | The Beginning - Wydany: 16 listopada 2013 - Format: digital download |

## Single
| Rok  | Tytuł                            | Album                         |
| ---- | -------------------------------- | ----------------------------- |
| 2004 | „Full of Life”                   | V.O.H. – The Victory of Heart |
| 2005 | „Idź swoją drogą”                | –                             |
| 2006 | „Find the Music”                 | V.O.H. – The Victory of Heart |
| 2007 | „Tryin’”                         | V.O.H. – The Victory of Heart |
| 2010 | „Nie ma jej”                     | –                             |
| 2010 | „Jestem”                         | Brave                         |
| 2011 | „First Class Ticket to Heaven”   | –                             |
| 2011 | „Present”                        | –                             |
| 2011 | „I’ll Never Forget”              | –                             |
| 2012 | „Jak zapomnieć”                  | Brave                         |
| 2012 | „Give It Up”                     | Brave                         |
| 2013 | „I Am Who I Am”                  | Brave                         |
| 2014 | „Ile mogę dać?”                  | Brave                         |
| 2014 | „So Good” (feat. Sound’n’Grace)  | Brave                         |
| 2017 | „Closer” (feat. Chesney Snow)    | Mindfulness                   |
| 2017 | „Bliżej”                         | Mindfulness                   |
| 2018 | „Va Banque”                      | Mindfulness                   |
| 2019 | „Move Forward”                   | Mindfulness                   |
| 2020 | „Empty Town” (& Christpher Hand) | –                             |
| 2021 | „Face the Day”                   | –                             |
| 2022 | „If Loving You Is All I Ever Do” | –                             |

## Pozostałe utwory
| Rok  | Tytuł                                         | Album             |
| ---- | --------------------------------------------- | ----------------- |
| 2010 | „Weekend Off” (Why Ducky? oraz Magdalena Tul) | The Mo            |
| 2011 | „First Class Ticket to Heaven”                | Poland... Why Not |